# 夏集镇 (宝应县)
夏集镇是江苏省扬州市宝应县下辖的一个镇，位于宝应县东南，正东方向与兴化市沙沟镇接壤，东南方向与高邮市临泽镇接壤，西邻京杭大运河，北边与宝应县柳堡镇接壤。淮扬镇铁路、332省道和京沪高速公路穿境而过。境内河流众多，南水北调东线工程从这里开始，此外大潼河与沙沟湖相通，可直接从水路去兴化。